# 大賀広道
大賀 広道（おおが ひろみち、1973年 - 2020年11月6日）は、日本の漫画原作者、脚本家、構成作家。埼玉県出身。
『ストーカー浄化団』（『イブニング』（講談社）にて、2018年15号より連載）の原作担当。作画はオオイシヒロト。

## 略歴
- 法政大学法学部政治学科卒業[要出典]
- 大学卒業後、漫画家・山本英夫のもとで2年ほど居候し[1]、創作を学ぶ。
- 2020年11月6日、大動脈解離で死去[2]。

## 作品リスト

### 漫画
- ストーカー浄化団（作画：オオイシヒロト、『イブニング』2018年15号 - 、講談社）※オオガヒロミチ名義